# Préaux
Préaux és un municipi francès situat al departament del Sena Marítim i a la regió de Normandia. L'any 2007 tenia 1.650 habitants.

## Demografia

### Població
El 2007 la població de fet de Préaux era de 1.650 persones. Hi havia 608 famílies de les quals 100 eren unipersonals (40 homes vivint sols i 60 dones vivint soles), 192 parelles sense fills, 268 parelles amb fills i 48 famílies monoparentals amb fills.
La població ha evolucionat segons el següent gràfic:
Habitants censats

### Habitatges
El 2007 hi havia 627 habitatges, 602 eren l'habitatge principal de la família, 10 eren segones residències i 15 estaven desocupats. Tots els 624 habitatges eren cases. Dels 602 habitatges principals, 542 estaven ocupats pels seus propietaris, 49 estaven llogats i ocupats pels llogaters i 12 estaven cedits a títol gratuït; 2 tenien una cambra, 5 en tenien dues, 54 en tenien tres, 125 en tenien quatre i 417 en tenien cinc o més. 535 habitatges disposaven pel capbaix d'una plaça de pàrquing. A 240 habitatges hi havia un automòbil i a 338 n'hi havia dos o més.

### Piràmide de població
La piràmide de població per edats i sexe el 2009 era:
| Homes | Edats   | Dones |
| ----- | ------- | ----- |
| 0     | 95 o +  | 4     |
| 0     | 90 a 94 | 0     |
| 0     | 85 a 89 | 0     |
| 4     | 80 a 84 | 4     |
| 28    | 75 a 79 | 36    |
| 20    | 70 a 74 | 28    |
| 40    | 65 a 69 | 32    |
| 24    | 60 a 64 | 28    |
| 28    | 55 a 59 | 32    |
| 76    | 50 a 54 | 84    |
| 56    | 45 a 49 | 56    |
| 76    | 40 a 44 | 72    |
| 104   | 35 a 39 | 64    |
| 64    | 30 a 34 | 76    |
| 32    | 25 a 29 | 56    |
| 48    | 20 a 24 | 56    |
| 32    | 15 a 19 | 76    |
| 56    | 10 a 14 | 40    |
| 60    | 5 a 9   | 72    |
| 72    | 0 a 4   | 64    |

## Economia
El 2007 la població en edat de treballar era de 1.107 persones, 795 eren actives i 312 eren inactives. De les 795 persones actives 761 estaven ocupades (400 homes i 361 dones) i 34 estaven aturades (18 homes i 16 dones). De les 312 persones inactives 130 estaven jubilades, 126 estaven estudiant i 56 estaven classificades com a «altres inactius».

### Ingressos
El 2009 a Préaux hi havia 600 unitats fiscals que integraven 1.665 persones, la mediana anual d'ingressos fiscals per persona era de 22.219 €.

### Activitats econòmiques
Dels 67 establiments que hi havia el 2007, 1 era d'una empresa alimentària, 4 d'empreses de fabricació d'altres productes industrials, 12 d'empreses de construcció, 15 d'empreses de comerç i reparació d'automòbils, 7 d'empreses de transport, 1 d'una empresa d'hostatgeria i restauració, 2 d'empreses d'informació i comunicació, 2 d'empreses financeres, 4 d'empreses immobiliàries, 8 d'empreses de serveis, 5 d'entitats de l'administració pública i 6 d'empreses classificades com a «altres activitats de serveis».
Dels 16 establiments de servei als particulars que hi havia el 2009, 1 era un taller de reparació d'automòbils i de material agrícola, 2 paletes, 2 guixaires pintors, 4 fusteries, 2 lampisteries, 1 electricista, 2 perruqueries, 1 restaurant i 1 agència immobiliària.
Dels 3 establiments comercials que hi havia el 2009, 1 era una botiga de menys de 120 m², 1 una fleca i 1 una botiga de mobles.
L'any 2000 a Préaux hi havia 18 explotacions agrícoles que ocupaven un total de 1.200 hectàrees.

## Equipaments sanitaris i escolars
L'únic equipament sanitari que hi havia el 2009 era una farmàcia.
El 2009 hi havia 1 escola maternal i 1 escola elemental.

## Poblacions més properes
El següent diagrama mostra les poblacions més properes.